# Ronny Yu
Ronny Yu, 于仁泰, född 1950 i Hongkong, är en kinesisk regissör och filmproducent. Han har bland annat regisserat Bride of Chucky (1998), The 51st state (2001) och Freddy vs. Jason (2003).